# Викрадач тіл
Викрадач тіл (англ. The Body Snatcher) — оповідання шотландського письменника Роберта Люїса Стівенсона, уперше опубліковане в грудні 1884 року у газеті Pall Mall Christmas «Extra» 13.

## Зміст
Одного разу друзі (автор, трунар і Феттс, який не був тут корінним жителем, але вважався своїм, і полюбляв випити), як зазвичай, сиділи у свого друга господаря готелю «Джордж» у малій залі. Їх друг щойно до них приєднався і розповів, що до захворілого дебінгемського поміщика приїздив відомий лікар із Лондона. Його прізвище було Макферлейн, що насторожило Феттса. Лікар вже збирався їхати на залізницю, але той його зупинив, відмовився від запропонованих грошей і запитав: «Ти знову бачив його?» Після чого доктор побіг до візка.
Раніше Макферлейн вивчав анатомію разом із Феттсом у відомого доктора К. Вони були його асистентами. Феттс отримував тіла для вивчення від двох чоловіків рано вранці та платив їм. І, як казав доктор К., не треба ставити зайвих питань. Одного разу вони принесли тіло знайомої Феттса, Джен Гальбрет. Той здогадався, що її вбили, адже вона була молода, а тіло було свіжим. Він розповів про свої підозри Макферлейну, але той цинічно відповів, щоб той мовчав і нічого не питав, і взагалі потрібно удавати, ніби нічого не знаєш, — мовляв, невже той сам раніше не здогадувався про злочини. Ніхто б її не впізнав, так і сталося.
Іншим разом Феттс зайшов до таверни, де зустрів Макферлейна та його знайомого Грея, що мав досить негативні риси і не приховував того, що він злочинець. Також той відкрито казав, що Макферлейн його ненавидить через те, що він його пригнічує і принижує і що той ладен його вбити. Але Феттс йому чомусь сподобався. Через два дні до Феттса вночі знову прийшли з тілом. Цього разу це був сам Уолф Макферлейн, якого Грей називав Тоддом. Він привіз тіло. Це було тіло Грея. Він сказав, щоб Феттс не хвилювався і не боявся, а заплатив йому, зробив запис і розчленував тіло. Уолф стверджував, що є два типи людей: сміливі й успішні — мисливці-леви і вівці. Уранці прийшли студенти і голову Грея, як і було домовлено, отримав для розтину студент Річардсон, що дуже цьому зрадів. Шматки Грея було знищено і стало ніби легше. Спочатку Феттс був сам не свій, але потім повідомив Макферлейна, що вирішив приєднатися до левів.
Тепер тіла почали брати з кладовищ. Нещодавно померла удова фермера і Феттс із Макферлейном поїхали на кладовище. Було темно і йшов дощ. Вони декілька разів зупинялися для перепочинку і щоб трохи перекусити. А потім ніби поїхали до Піблсу, але трохи згодом загасили ліхтарі і попрямували на кладовище. У темряві їм ледве вдалося його знайти. Вони зняли ліхтар з гіга і почали копати. Коли вони вже дійшли до труни, Макферлейн вдарився об камінь. Він викинув його нагору і той влучив у ліхтар, що розбився, погас і покотився з кручі вниз. У темряві вони вийняли тіло і поїхали назад. Їхати було лячно. Завивав вітер та собаки, тіло в мішку весь час на них навалювалося, дощ не припинявся. Врешті-решт вони вирішили запалити ліхтар і поглянути на тіло удови. Та коли вони розкрили мішок, що ніби змінився, то побігли в різні боки, а кінь помчав з переляку до Единбурга. У мішку було тіло Грея.

## Персонажі
- Феттс — головний герой твору, медик, субасистент доктора К.

- Доктор Уолф «Тодді» Макферлейн — відомий лікар, асистент доктора К. в минулому.

- Доктор К. — відомий доктор медицини.

- Грей — знайомий Макферлейна із негативними рисами.

- Річардсон — студент-ентузіаст медичного факультету, зацікавлений анатомією.

- Господар готелю «Джордж» — приятель Феттса.

- Трунар — приятель Феттса.

- Автор — приятель Феттса, від якого ведеться розповідь.

- Джен Гальбрет — знайома Феттса.

## Фільми
- Викрадач тіл — фільм 1945 року режисера Роберта Вайса з Белою Лугосі та Борисом Карловим.
- Викрадач тіл — телевізійна версія фільму (1966), режисер Тобі Робертсон. Тут історія пов'язується з убивствами у Вест Порті, а прототипом доктора К. вважається відомий лікар Роберт Нокс.